# Beaumont-Pied-de-Bœuf (Mayenne)
Beaumont-Pied-de-Bœuf é uma comuna francesa na região administrativa da Pays de la Loire, no departamento de Mayenne. Estende-se por uma área de 13,31 km². Em 2010 a comuna tinha 200 habitantes (densidade: 15 hab./km²).